# Johan Borgen
Œuvres principales
Lillelord
Johan Collett Müller Borgen, né le 28 avril 1902 à Kristiania (aujourd’hui Oslo) et mort le 16 octobre 1979  à Hvaler, est un écrivain, journaliste, dramaturge et critique norvégien.

## Biographie
Durant la Seconde Guerre mondiale, Borgen critique le nazisme. Il est arrêté et envoyé à Grini, un camp de concentration situé près d'Oslo, ce qu'il raconte dans son livre Dager på Grini. Après sa remise en liberté, il est forcé de fuir en Suède.
Il obtient le grand prix de littérature du Conseil nordique en 1967 pour Nye noveller.

## Œuvres traduites en français
- Lillelord [« Lillelord »], trad. d’Éric Eydoux, Arles, France, Actes Sud, coll. « Unesco d’œuvres représentatives. Série européenne », 1985, 425 p.  (ISBN 2-86869-007-6)
- L'amour dissipera les rêves de l'enfance & Nuits tropicales, nouvelles, trad. de Henriette Nizan/Paul Roche, Nantes, France, Éditions de l’Élan, 1991, 38 p.  (ISBN 2-909027-09-0)
- Le Cygne [« Noveller i Utvalg »], nouvelles, trad. d’Éric Eydoux, Arles, France, Actes Sud, coll. « Lettres scandinaves », 1994, 296 p.  (ISBN 2-7427-0115-X)